# Su Hui
Pour les articles homonymes, voir Su.
Ne doit pas être confondu avec Xu Hui.
Su Hui (en chinois traditionnel 蘇蕙 ; en chinois simplifié 苏蕙 ; EFEO Sou Hoei ; en pinyin: Sū Huì), ou Su Ruolan (chinois traditionnel : 若蘭 ; chinois simplifié : 若兰 ; EFEO Jo-lan ; pinyin : Ruò Lán), est une poétesse chinoise née vers 360, sous la dynastie Jin. On lui attribue un poème palindromique (ou huiwen, « texte circulaire ») de 841 caractères, connu sous le nom de « Poème de la sphère armillaire », ou « Poème du diagramme cosmique » (璇璣圖詩, Xuanji tu shi).

## Éléments biographiques
La biographie de Su Hui a été écrite par l'impératrice Wu Zetian (624-705).
Su épouse à l'âge de seize ans le préfet Dou Tao, originaire de Fufeng, dans le Shaanxi. Bien que de nature réservée, on la dit aussi d'un caractère jaloux. Malgré son attachement pour sa femme, Dou a aussi une concubine, Zhao Yangtai, chanteuse et danseuse. Cette dernière vit dans une résidence séparée. Une altercation a lieu entre les deux femmes, jetant un froid entre les deux époux.
À l'occasion d'un changement de poste de Dou, Su Hui, alors âgée de vingt ans, refuse de l'accompagner. Son époux part alors avec sa concubine. Prise de regret, Su Hui compose le poème qui lui est attribué, un palindrome brodé en cinq couleurs sur un brocard, et l'envoie à son mari. Ce dernier, touché par les sentiments qui y sont exprimés, renvoie alors sa concubine et fait venir son épouse.
Su devient célèbre, au cours des siècles suivants, en raison de sa capacité à combiner arts féminins (la broderie) et composition poétique, comme exemple de vertu féminine. Elle est un rare exemple de femme instruite à une époque où c'était une exception.

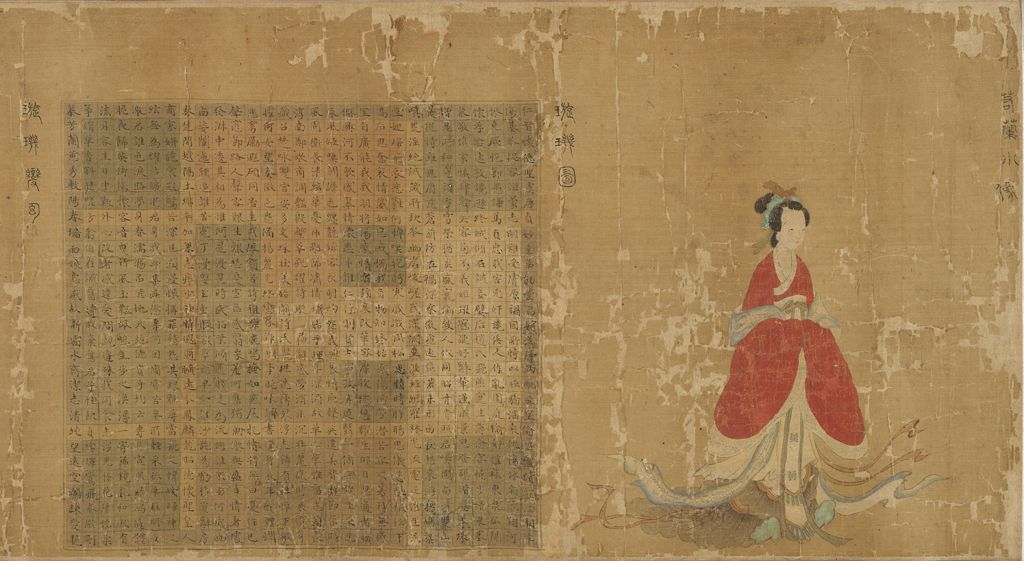
Portrait de Su Hui accompagné du palindrome, sur un rouleau de soie du XVII.

## Xuanji tu
Le poème, appelé Xuanji tu, est un « texte circulaire » (hui wen, communément traduit par « palindrome ») , formé de 841 caractères disposés sous la forme d'un carré de 29 caractères de côté. Il peut être lu verticalement, horizontalement, en diagonale, dans n'importe quel sens, donnant lieu à un « nombre incalculable » de possibilités de lecture. L'impératrice Wu Zetian à la fin du viie siècle en a compté plus de 200,, au xiiie siècle Zhu Shuzhen (à ne sans doute pas confondre avec la poétesse du même nom) davantage encore, un érudit du XVIIe siècle prétend en avoir relevé plus de 4000, et au xxe siècle Xie Wuliang (zh), auteur d'une Histoire de la littérature féminine chinoise, 3800, et Li Wei, dans une étude parue en 1996, 14 005 poèmes.

« Pour donner une idée de son raffinement, autour du caractère central « cœur » (xin 心), c’est-à-dire à la fois « centre du poème » et « amour », un premier carré de neuf caractères se lit : « Le poème du diagramme cosmique a enfin apaisé, de la dame Su le cœur » (en terminant sur le caractère central). »

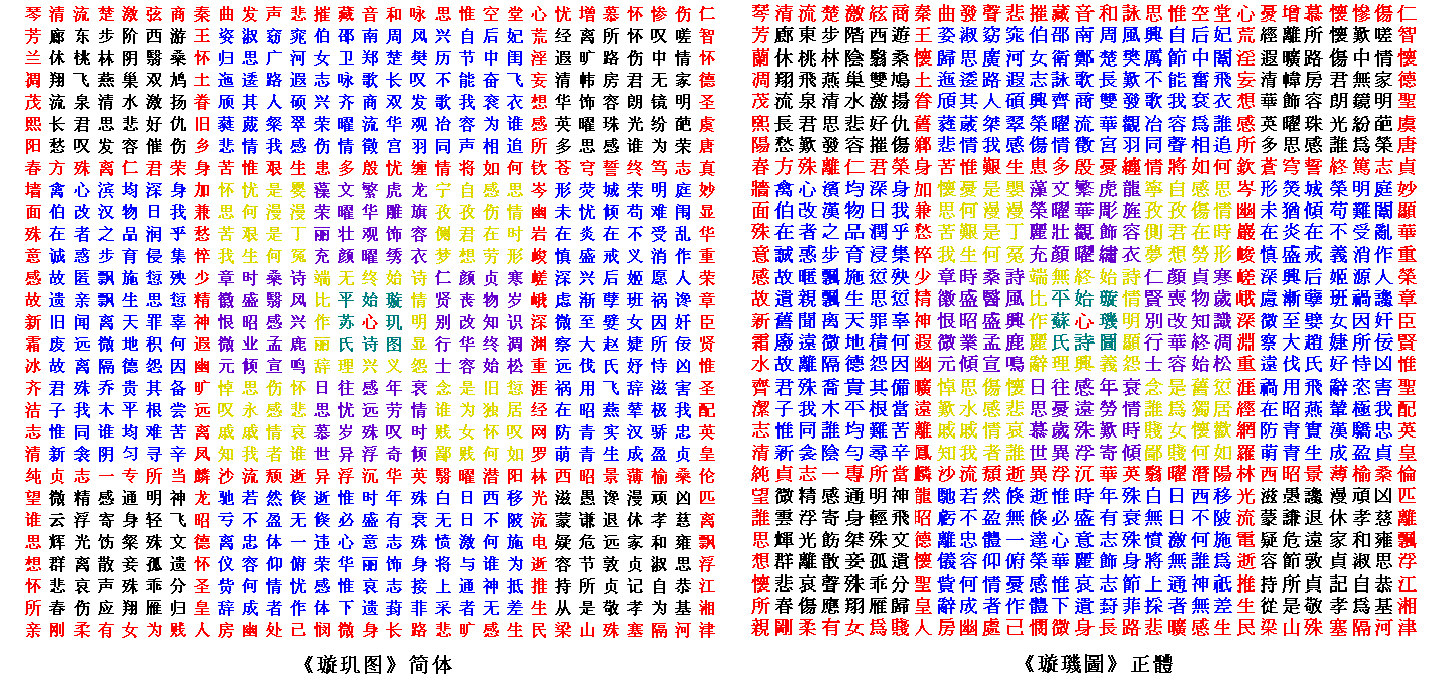
Reconstitution du palindrome, brodé en cinq couleurs. À gauche en caractères chinois simplifiés, à droite en caractères chinois traditionnels. Au centre de chaque version : le caractère 心, « cœur ».

Su Hui pourrait avoir été inspirée par le poème de la femme de Su Boyu.